# Praxithea travassosi
Espèce
Praxithea travassosi est une espèce d'insectes coléoptères de la famille des Cerambycidae, de la sous-famille des Cerambycinae et de la tribu des Torneutini.

## Historique et dénomination
L'espèce Praxithea travassosi a été décrite par l'entomologiste Goldfield Lane en 1939.

### Articles liés
- Liste des Cerambycinae de Guyane
- Galerie des Cerambycidae